# Sa Puso Ko Iingatan Ka
Sa Puso Ko Iingatan Ka é uma telenovela filipina produzida e exibida pela ABS-CBN, cuja transmissão ocorreu em 2001.

## Elenco
- Judy Ann Santos - Patricia Lizandro Montecillo
- Piolo Pascual - Jordan Villamines
- Coney Reyes - Mayla Lizandro-Montecillo
- Edu Manzano - Armand Montecillo
- Zsa Zsa Padilla - Nieves Quevedo-Pacheco
- Julia Clarete - Sheila Montecillo
- John Lloyd Cruz - Adrian Montecillo
- Armida Siguion-Reyna - Lourdes Lizandro
- Cherie Gil - Star
- Mark Gil - Mr. De Guzman